# 2012年夏季奧林匹克運動會乒乓球比賽參賽資格
本條目列舉2012年夏季奧林匹克運動會乒乓球比賽的參賽資格及運動員名單。

## 概述

### 基本條件
參賽選手須為現行《奥林匹克宪章》認可參與奧林匹克運動會的運動員。

### 總人數限額
本屆比賽的運動員總人數限額為172人，當中包括男、女選手各86人。

## 參賽選手

### 男子單打
本屆比賽的男子單打運動員總人數限額為72人
| 參賽資格                   | 席位 | 國家/運動員                 |
| -------------------------- | ---- | --------------------------- |
| 2011年5月16日 ITTF世界排名 | 28人 | 王皓（中国）                |
| 2011年5月16日 ITTF世界排名 | 28人 | 蒂莫·波尔（德国）           |
| 2011年5月16日 ITTF世界排名 | 28人 | 张继科（中国）              |
| 2011年5月16日 ITTF世界排名 | 28人 | 水谷隼（日本）              |
| 2011年5月16日 ITTF世界排名 | 28人 | 萨姆索诺夫（白俄罗斯）      |
| 2011年5月16日 ITTF世界排名 | 28人 | 朱世爀（韩国）              |
| 2011年5月16日 ITTF世界排名 | 28人 | 吳尚垠（韩国）              |
| 2011年5月16日 ITTF世界排名 | 28人 | 莊智淵（中华台北）          |
| 2011年5月16日 ITTF世界排名 | 28人 | 奥恰洛夫（德国）            |
| 2011年5月16日 ITTF世界排名 | 28人 | 高宁（新加坡）              |
| 2011年5月16日 ITTF世界排名 | 28人 | 唐鵬（中国香港）            |
| 2011年5月16日 ITTF世界排名 | 28人 | 梅兹（丹麦）                |
| 2011年5月16日 ITTF世界排名 | 28人 | 斯米尔诺夫（俄罗斯）        |
| 2011年5月16日 ITTF世界排名 | 28人 | 阿德里安·马特耐特（法国）   |
| 2011年5月16日 ITTF世界排名 | 28人 | 施拉格（奥地利）            |
| 2011年5月16日 ITTF世界排名 | 28人 | 江天一（中国香港）          |
| 2011年5月16日 ITTF世界排名 | 28人 | 格林卡（希腊）              |
| 2011年5月16日 ITTF世界排名 | 28人 | 岸川聖也（日本）            |
| 2011年5月16日 ITTF世界排名 | 28人 | 约尔根·佩尔森（瑞典）       |
| 2011年5月16日 ITTF世界排名 | 28人 | 陈卫星（奥地利）            |
| 2011年5月16日 ITTF世界排名 | 28人 | 克里桑（罗马尼亚）          |
| 2011年5月16日 ITTF世界排名 | 28人 | 塞弗（比利时）              |
| 2011年5月16日 ITTF世界排名 | 28人 | 吉奥尼斯（希腊）            |
| 2011年5月16日 ITTF世界排名 | 28人 | 普里莫拉茨（克罗地亚）      |
| 2011年5月16日 ITTF世界排名 | 28人 | 格雷尔（瑞典）              |
| 2011年5月16日 ITTF世界排名 | 28人 | 杨子（新加坡）              |
| 2011年5月16日 ITTF世界排名 | 28人 | 亚历山大·斯巴耶夫（俄罗斯） |
| 2011年5月16日 ITTF世界排名 | 28人 | 博扬·托奇克（斯洛文尼亚）   |
| 西亞區 男子奧運資格賽      | 1人  | 阿尔·哈森（科威特）         |
| 2011年全非運動會           | 6人  | 奧瑪·阿薩爾（埃及）         |
| 2011年全非運動會           | 6人  | 拉辛（埃及）                |
| 2011年全非運動會           | 6人  | 夸德里·阿鲁纳（尼日利亚）   |
| 2011年全非運動會           | 6人  | 塞贡·托里奥拉（尼日利亚）   |
| 2011年全非運動會           | 6人  | 蘇拉祖·薩卡（刚果共和国）   |
| 2011年全非運動會           | 6人  | 薩希德·艾多烏（刚果共和国） |
| 2011年泛美運動會           | 1人  | 刘松（阿根廷）              |
| 中亞區 男子奧運資格賽      | 1人  | 诺沙德·阿拉米安（伊朗）     |
| 東南亞區 男子奧運資格賽    | 1人  | 詹健（新加坡）†             |
| 拉丁美洲區 男子奧運資格賽  | 5人  | 林聚（）                    |
| 拉丁美洲區 男子奧運資格賽  | 5人  | 古斯塔夫·坪井（巴西）       |
| 拉丁美洲區 男子奧運資格賽  | 5人  | 阿奎尔（巴拉圭）            |
| 拉丁美洲區 男子奧運資格賽  | 5人  | Hugo Hoyama（巴西）         |
| 拉丁美洲區 男子奧運資格賽  | 5人  | Andy Pereira（古巴）        |
| 大洋洲區 男子奧運資格賽    | 3人  | William Henzell（）         |
| 大洋洲區 男子奧運資格賽    | 3人  | Justin Han（）              |
| 大洋洲區 男子奧運資格賽    | 3人  | Phillip Xiao（新西兰）      |
| 歐洲區 男子奧運資格賽      | 11人 | 馬科斯·弗雷塔斯（葡萄牙）   |
| 歐洲區 男子奧運資格賽      | 11人 | 罗伯特·加尔多斯（奥地利）†  |
| 歐洲區 男子奧運資格賽      | 11人 | 若奥·蒙泰罗（葡萄牙）       |
| 歐洲區 男子奧運資格賽      | 11人 | 巴斯蒂安·斯特格（德国）†    |
| 歐洲區 男子奧運資格賽      | 11人 | Dániel Zwickl（匈牙利）     |
| 歐洲區 男子奧運資格賽      | 11人 | 卡拉卡舍维奇（塞尔维亚）    |
| 歐洲區 男子奧運資格賽      | 11人 | Marko Jevtović（塞尔维亚）  |
| 歐洲區 男子奧運資格賽      | 11人 | 何志文（西班牙）            |
| 歐洲區 男子奧運資格賽      | 11人 | Kirill Skachkov（俄罗斯）†  |
| 歐洲區 男子奧運資格賽      | 11人 | 延斯·伦德奎斯特（瑞典）†    |
| 歐洲區 男子奧運資格賽      | 11人 | Ádám Pattantyús（匈牙利）   |
| 北美洲區 男子奧運資格賽    | 3人  | Andre Ho（加拿大）          |
| 北美洲區 男子奧運資格賽    | 3人  | Pierre-Luc Hinse（加拿大）  |
| 北美洲區 男子奧運資格賽    | 3人  | 王浩平（美国）              |
| 亞洲區 男子奧運資格賽      | 8人  | 梁柱恩（中国香港）†         |
| 亞洲區 男子奧運資格賽      | 8人  | 丹羽孝希（日本）†           |
| 亞洲區 男子奧運資格賽      | 8人  | 马龙（中国）†               |
| 亞洲區 男子奧運資格賽      | 8人  | 柳承敏（韩国）†             |
| 亞洲區 男子奧運資格賽      | 8人  | 金赫峰（朝鲜）              |
| 亞洲區 男子奧運資格賽      | 8人  | Kim Song-Nam（朝鲜）        |
| 亞洲區 男子奧運資格賽      | 8人  | 张成万（朝鲜）†             |
| 亞洲區 男子奧運資格賽      | 8人  | Soumyajit Ghosh（印度）*    |
| 世界奧運資格賽             | 2人  |                             |
| 世界奧運資格賽             | 2人  |                             |
| 主辦國名額                 | 1人  |                             |
| 三方委員會邀請名額         | 1人  |                             |
| 總數                       | 72人 |                             |

備註：
† = 第三位符合資格的選手只能參加男子團體賽
∗ = 最高排名的南亞選手

### 女子單打
本屆比賽的女子單打運動員總人數限額為72人
| 參賽資格                   | 席位 | 國家/運動員                        |
| -------------------------- | ---- | ---------------------------------- |
| 2011年5月16日 ITTF世界排名 | 28人 | 李晓霞（中国）                     |
| 2011年5月16日 ITTF世界排名 | 28人 | 丁寧（中国）∗∗                     |
| 2011年5月16日 ITTF世界排名 | 28人 | 冯天薇（新加坡）                   |
| 2011年5月16日 ITTF世界排名 | 28人 | 石川佳純（日本）                   |
| 2011年5月16日 ITTF世界排名 | 28人 | 福原爱（日本）                     |
| 2011年5月16日 ITTF世界排名 | 28人 | 金暻娥（韩国）                     |
| 2011年5月16日 ITTF世界排名 | 28人 | 王越古（新加坡）                   |
| 2011年5月16日 ITTF世界排名 | 28人 | 帖雅娜（中国香港）                 |
| 2011年5月16日 ITTF世界排名 | 28人 | 吴佳多（德国）                     |
| 2011年5月16日 ITTF世界排名 | 28人 | 李佼（荷兰）                       |
| 2011年5月16日 ITTF世界排名 | 28人 | 姜華珺（中国香港）                 |
| 2011年5月16日 ITTF世界排名 | 28人 | 沈燕飞（西班牙）                   |
| 2011年5月16日 ITTF世界排名 | 28人 | 朴美英（韩国）                     |
| 2011年5月16日 ITTF世界排名 | 28人 | 李洁（荷兰）                       |
| 2011年5月16日 ITTF世界排名 | 28人 | 黃怡樺（中华台北）                 |
| 2011年5月16日 ITTF世界排名 | 28人 | 维多利亚·帕夫洛维奇（白俄罗斯）    |
| 2011年5月16日 ITTF世界排名 | 28人 | 侯美玲（土耳其）                   |
| 2011年5月16日 ITTF世界排名 | 28人 | 李倩（波兰）                       |
| 2011年5月16日 ITTF世界排名 | 28人 | 托特·克里斯蒂娜（匈牙利）          |
| 2011年5月16日 ITTF世界排名 | 28人 | Daniela Dodean（罗马尼亚）         |
| 2011年5月16日 ITTF世界排名 | 28人 | 金仲（朝鲜）                       |
| 2011年5月16日 ITTF世界排名 | 28人 | 波陶·乔吉娜（匈牙利）              |
| 2011年5月16日 ITTF世界排名 | 28人 | 伊丽莎白·萨马拉（罗马尼亚）        |
| 2011年5月16日 ITTF世界排名 | 28人 | Li Xue（法国）                     |
| 2011年5月16日 ITTF世界排名 | 28人 | 倪夏莲（卢森堡）                   |
| 2011年5月16日 ITTF世界排名 | 28人 | Kristin Silbereisen（德国）        |
| 2011年5月16日 ITTF世界排名 | 28人 | 刘佳（奥地利）                     |
| 2011年5月16日 ITTF世界排名 | 28人 | Iveta Vacenovská（捷克）           |
| 2011年全非運動會           | 6人  | Offiong Edem（尼日利亚）           |
| 2011年全非運動會           | 6人  | Olufunke Oshonaike（尼日利亚）     |
| 2011年全非運動會           | 6人  | 韓星（刚果共和国）                 |
| 2011年全非運動會           | 6人  | 納登·埃爾達夫拉特利（埃及）        |
| 2011年全非運動會           | 6人  | 蒂娜·梅謝芙（埃及）                |
| 2011年全非運動會           | 6人  | Sarah Manffou（喀麦隆）            |
| 2011年泛美運動會           | 1人  | 张墨（加拿大）                     |
| 西亞區 女子奧運資格賽      | 1人  | Tvin Carole Moumjoghlian（黎巴嫩） |
| 中亞區 女子奧運資格賽      | 1人  | Neda Shahsavari（伊朗）            |
| 東南亞區 女子奧運資格賽    | 1人  | 李佳薇（新加坡）†                  |
| 拉丁美洲區 女子奧運資格賽  | 6人  | Lígia Silva（巴西）                |
| 拉丁美洲區 女子奧運資格賽  | 6人  | Paula Medina（哥伦比亚）           |
| 拉丁美洲區 女子奧運資格賽  | 6人  | Yadira Silva（墨西哥）             |
| 拉丁美洲區 女子奧運資格賽  | 6人  | Caroline Kumahara（巴西）          |
| 拉丁美洲區 女子奧運資格賽  | 6人  | Fabiola Ramos（委内瑞拉）          |
| 拉丁美洲區 女子奧運資格賽  | 6人  | Berta Rodríguez（智利）            |
| 大洋洲區 女子奧運資格賽    | 3人  | 洪剑芳（）                         |
| 大洋洲區 女子奧運資格賽    | 3人  | 苗苗（）                           |
| 大洋洲區 女子奧運資格賽    | 3人  | 李春丽（新西兰）                   |
| 歐洲區 女子奧運資格賽      | 11人 | Irene Ivancan（德国）†             |
| 歐洲區 女子奧運資格賽      | 11人 | 娜達莉雅·柏迪卡（波兰）            |
| 歐洲區 女子奧運資格賽      | 11人 | Mie Skov（丹麦）                   |
| 歐洲區 女子奧運資格賽      | 11人 | 羡宜芳（法国）                     |
| 歐洲區 女子奧運資格賽      | 11人 | Cornelia Molnar（克罗地亚）        |
| 歐洲區 女子奧運資格賽      | 11人 | Margaryta Pesotska（乌克兰）       |
| 歐洲區 女子奧運資格賽      | 11人 | Tian Yuan（克罗地亚）              |
| 歐洲區 女子奧運資格賽      | 11人 | Aleksandra Privalova（白俄罗斯）   |
| 歐洲區 女子奧運資格賽      | 11人 | 李嫱冰（奥地利）                   |
| 歐洲區 女子奧運資格賽      | 11人 | Amelie Solja（奥地利）†            |
| 歐洲區 女子奧運資格賽      | 11人 | 谭文玲（意大利）                   |
| 北美洲區 女子奧運資格賽    | 2人  | 邢延华（美国）                     |
| 北美洲區 女子奧運資格賽    | 2人  | 张安（美国）                       |
| 亞洲區 女子奧運資格賽      | 8人  | 郭跃（中国）†                      |
| 亞洲區 女子奧運資格賽      | 8人  | 李明順（朝鲜）                     |
| 亞洲區 女子奧運資格賽      | 8人  | 平野早矢香（日本）†                |
| 亞洲區 女子奧運資格賽      | 8人  | 石賀淨（韩国）†                    |
| 亞洲區 女子奧運資格賽      | 8人  | Chen Szu-yu（中华台北）            |
| 亞洲區 女子奧運資格賽      | 8人  | Nanthana Komwong（泰国）           |
| 亞洲區 女子奧運資格賽      | 8人  | 李美庆（朝鲜）†                    |
| 亞洲區 女子奧運資格賽      | 8人  | Ankita Das（印度）*                |
| 世界區奧運資格賽           | 2人  | Matilda Ekholm（瑞典）             |
| 世界區奧運資格賽           | 2人  | Dana Hadačová（捷克）              |
| 補充名額                   | 6人  | 诺斯科娃（俄罗斯）                 |
| 補充名額                   | 6人  | 蒂克米罗娃（俄罗斯）               |
| 補充名額                   | 6人  | 萨拉·莱米理兹（西班牙）            |
| 補充名額                   | 6人  | 德沃夏克（西班牙）†                |
| 補充名額                   | 6人  | 李皓晴（中国香港）†                |
| 補充名額                   | 6人  | Lei Huang Mendes（葡萄牙）         |
| 主辦國名額                 | 1人  |                                    |
| 三方委員會邀請名額         | 1人  |                                    |
| 總數                       | 72人 |                                    |

備註：
† = 第三位符合資格的選手只能參加女子團體賽
∗ = 最高排名的南亞選手
∗∗ =  郭焱的席位由 丁寧取代。

### 男子團體
本屆比賽的男子團體總限額為16隊，其中主辦國及6支代表不同洲份的隊伍，將直接取得參賽資格；而其餘席位則會根據2012年在德國舉行的世界乒乓球團體錦標賽成績分配。
| 參賽資格           | 席位 | 隊伍              |
| ------------------ | ---- | ----------------- |
| 主辦國             | 1隊  | 英国              |
| 各洲份代表         | 6隊  | 中国（亞洲）      |
| 各洲份代表         | 6隊  | 德国（歐洲）      |
| 各洲份代表         | 6隊  | 埃及（非洲）      |
| 各洲份代表         | 6隊  | 巴西（拉丁美洲）  |
| 各洲份代表         | 6隊  | 加拿大 （北美洲） |
| 各洲份代表         | 6隊  | （大洋洲）        |
| 根據世錦賽成績分配 | 9隊  | 奥地利            |
| 根據世錦賽成績分配 | 9隊  | 瑞典              |
| 根據世錦賽成績分配 | 9隊  | 新加坡            |
| 根據世錦賽成績分配 | 9隊  | 中国香港          |
| 根據世錦賽成績分配 | 9隊  | 俄罗斯            |
| 根據世錦賽成績分配 | 9隊  | 日本              |
| 根據世錦賽成績分配 | 9隊  | 韩国              |
| 根據世錦賽成績分配 | 9隊  | 朝鲜              |
| 根據世錦賽成績分配 | 9隊  |                   |
| 總數               | 16隊 |                   |

| 隊伍（NOC） | 所屬洲份 | 入圍選手 | 世錦賽 最終排名 |
| ----------- | -------- | -------- | --------------- |
| 中国        | 亞洲     | 3        | 1               |
| 德国        | 歐洲     | 3        | 2               |
| 日本        | 亞洲     | 3        | 3               |
| 韩国        | 亞洲     | 3        | 3               |
| 奥地利      | 歐洲     | 3        | 5               |
| 瑞典        | 歐洲     | 3        | 6               |
| 新加坡      | 亞洲     | 3        | 8               |
| 中国香港    | 亞洲     | 3        | 9               |
| 朝鲜        | 亞洲     | 3        | 13              |
| 俄罗斯      | 歐洲     | 3        | 14              |
| 葡萄牙      | 歐洲     | 2        | 11              |
| 希腊        | 歐洲     | 2        | 15              |
| 塞尔维亚    | 歐洲     | 2        | 16              |
| 匈牙利      | 歐洲     | 2        | 17              |
| 巴西        | 拉丁美洲 | 2        | 28              |
| 埃及        | 非洲     | 2        | 30              |
| 尼日利亚    | 非洲     | 2        | 32              |
|             | 大洋洲   | 2        | 35              |
| 加拿大      | 北美洲   | 2        | 43              |
| 刚果共和国  | 非洲     | 2        | 71              |

### 女子團體
本屆比賽的女子團體總限額為16隊，其中主辦國及6支代表不同洲份的隊伍，將直接取得參賽資格；而其餘席位則會根據2012年在德國舉行的世界乒乓球團體錦標賽成績分配。
| 參賽資格           | 席位 | 隊伍             |
| ------------------ | ---- | ---------------- |
| 主辦國             | 1隊  | 英国             |
| 各洲份代表         | 6隊  | 中国（亞洲）     |
| 各洲份代表         | 6隊  | 德国（歐洲）     |
| 各洲份代表         | 6隊  | 埃及（非洲）     |
| 各洲份代表         | 6隊  | 巴西（拉丁美洲） |
| 各洲份代表         | 6隊  | 美国 （北美洲）  |
| 各洲份代表         | 6隊  | （大洋洲）       |
| 根據世錦賽成績分配 | 9隊  | 奥地利           |
| 根據世錦賽成績分配 | 9隊  | 新加坡           |
| 根據世錦賽成績分配 | 9隊  | 日本             |
| 根據世錦賽成績分配 | 9隊  | 韩国             |
| 根據世錦賽成績分配 | 9隊  | 朝鲜             |
| 根據世錦賽成績分配 | 9隊  |                  |
| 根據世錦賽成績分配 | 9隊  |                  |
| 根據世錦賽成績分配 | 9隊  |                  |
| 根據世錦賽成績分配 | 9隊  |                  |
| 總數               | 16隊 |                  |

| 隊伍（NOC） | 所屬洲份 | 入圍選手 | 世錦賽 最終排名 |
| ----------- | -------- | -------- | --------------- |
| 中国        | 亞洲     | 3        | 1               |
| 新加坡      | 亞洲     | 3        | 2               |
| 韩国        | 亞洲     | 3        | 3               |
| 日本        | 亞洲     | 3        | 5               |
| 德国        | 歐洲     | 3        | 7               |
| 朝鲜        | 亞洲     | 3        | 9               |
| 奥地利      | 歐洲     | 3        | 10              |
| 中国香港    | 亞洲     | 2        | 3               |
| 荷兰        | 歐洲     | 2        | 6               |
| 波兰        | 歐洲     | 2        | 8               |
| 匈牙利      | 歐洲     | 2        | 11              |
| 罗马尼亚    | 歐洲     | 2        | 12              |
| 白俄罗斯    | 歐洲     | 2        | 13              |
| 中华台北    | 亞洲     | 2        | 14              |
| 克罗地亚    | 歐洲     | 2        | 16              |
| 法国        | 歐洲     | 2        | 22              |
| 美国        | 北美洲   | 2        | 23              |
|             | 大洋洲   | 2        | 25              |
| 巴西        | 拉丁美洲 | 2        | 36              |
| 埃及        | 非洲     | 2        | 39              |
| 尼日利亚    | 非洲     | 2        | 42              |

## 外部連結
- london2012.com/table-tennis（英文）